# Wojna armeńsko-gruzińska
Wojna armeńsko-gruzińska – konflikt zbrojny między Demokratyczną Republiką Armenii a Demokratyczną Republiką Gruzji od 7 do 31 grudnia 1918 roku.

## Przyczyny
Upadek Imperium Osmańskiego i Cesarstwa Rosyjskiego w wyniku I wojny światowej spowodował ruchy niepodległościowe w rejonie Kaukazu, na pograniczu rosyjsko-tureckim zamieszkiwanym od czasów starożytnych przez chrześcijańskie narody Ormian i Gruzinów. Obydwa narody dążyły do utworzenia niepodległych państw na terenach, do których wysuwały historyczne prawa.

## Przebieg
W lipcu 1918 r. uzbrojone oddziały gruzińskie opanowały prowincję Lorri, zamieszkiwaną w większości przez ludność ormiańską. Armenia zajęta walkami z armią turecką nie mogła odpowiedzieć na ten krok zbrojnie. Gruzja zaproponowała Armenii przyłączenie się do Republiki Górskiej Północnego Kaukazu, co rząd w Erywaniu odrzucił. Na początku grudnia Ormianie wysłali wojska do prowincji Lorri i Borchalo oraz do miasta gruzińskiego Achalkalaki (zamieszkałego w większości przez Ormian). 11 grudnia Ormianie odnieśli zwycięstwo nad oddziałami gruzińskimi pod Sanahin w Lorri, co dało możliwość zajęcia tej prowincji.

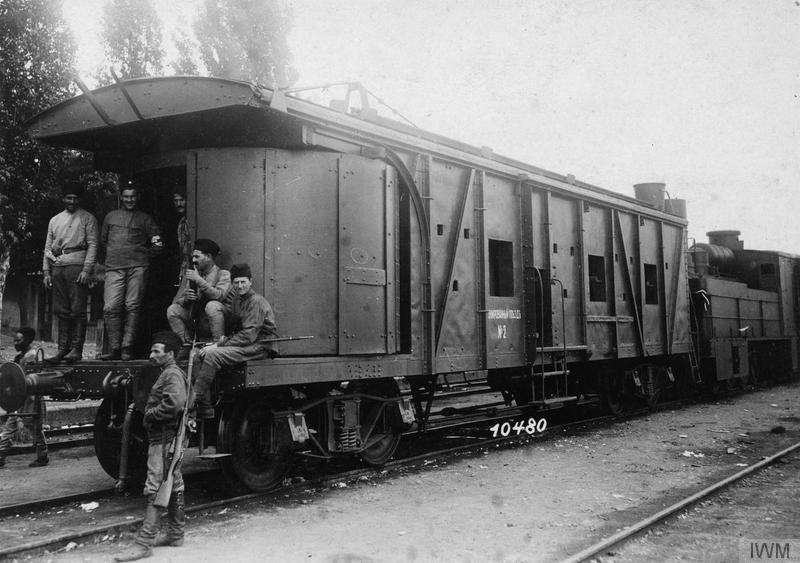
Gruziński pociąg pancerny
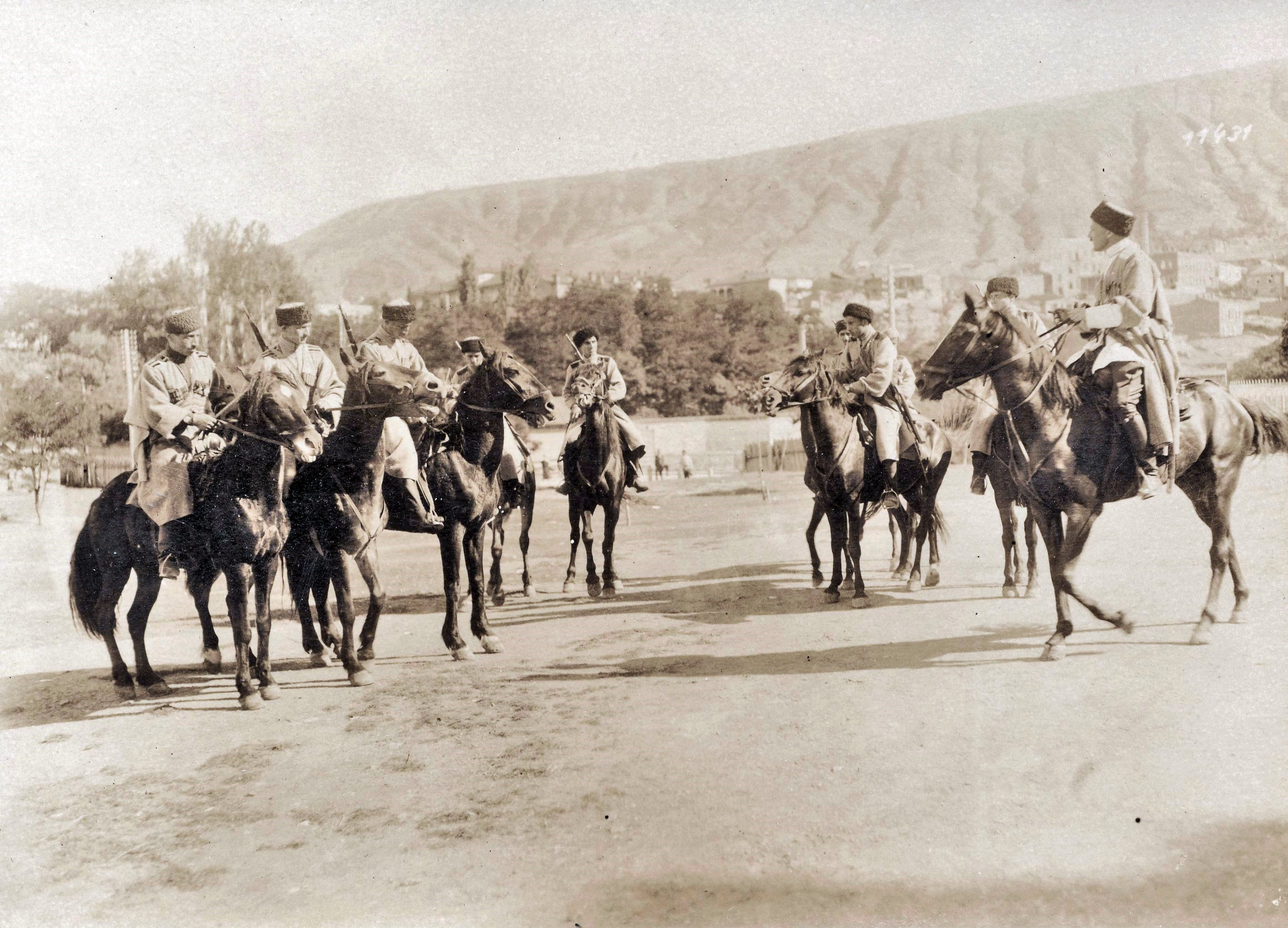
Gruzińska kawaleria
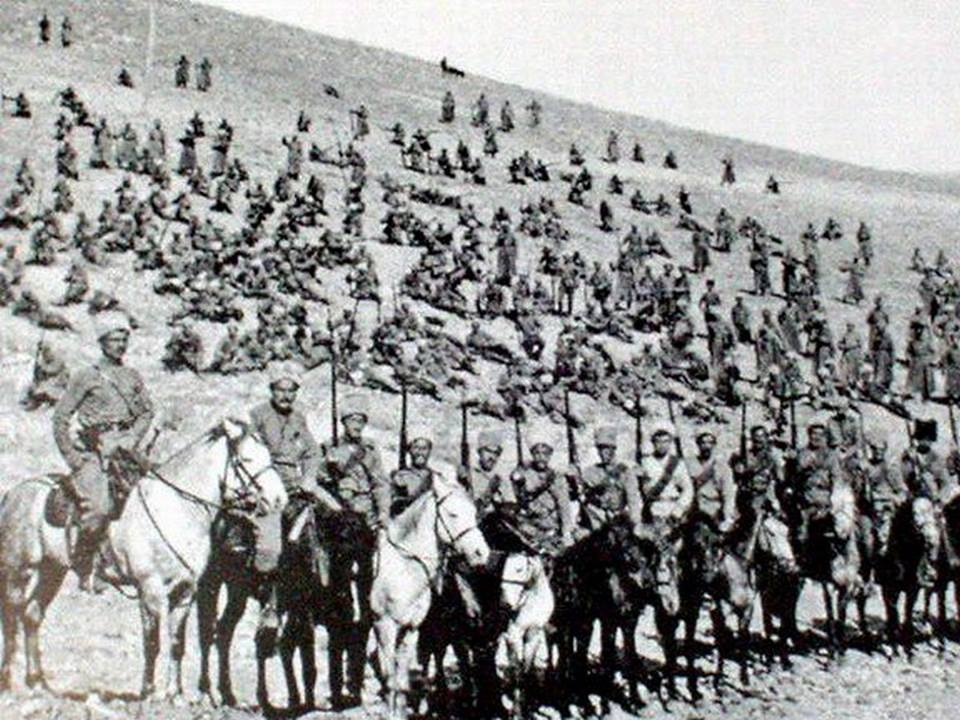
Armeńscy żołnierze

## Rezultat
Obie strony konfliktu zakończyły wojnę w styczniu 1919, dzięki pośrednictwu Wielkiej Brytanii. Porozumienie zostało zawarte w atmosferze wzajemnej nieufności. Wojna okazała się zbyt kosztowna dla obu krajów, które wcześniej poniosły duże straty (zwłaszcza Armenia) w wyniku tureckiej polityki narodowościowej. Armenia zgodziła się odstąpić Gruzji Ardahan i Achalkalaki, w zamian za prowincje Lorri i Borchalo.